# حصار شهر قدیم کرمان
بقایای حصار شهر قدیم کرمان مربوط به دوره قاجار است و در کرمان، حد فاصل خیابان معلم و خیابان عدالت واقع شده و این اثر در تاریخ ۷ مهر ۱۳۸۱ با شمارهٔ ثبت ۶۱۲۵ به‌عنوان یکی از آثار ملی ایران به ثبت رسیده است.